# 幫辦
幫辦原指幫助主官辦理公務的人，源於清朝官制。
1860年，清朝政府洋務運動時期創建煉鐵廠、兵工廠以及北洋水師等等近代建設，並且向外購買製造工具和鐵甲艦等等。同時任命知曉外文的華人官員為幫辦，辦理洋務。
適逢19世紀，香港警隊已有華人擔任督察，他們當時是社會上一極少数能通曉英語的華人警官，職務與當時的清朝幫辦相似，因而得此綽號，流行至今。